# Marco Polo-bron

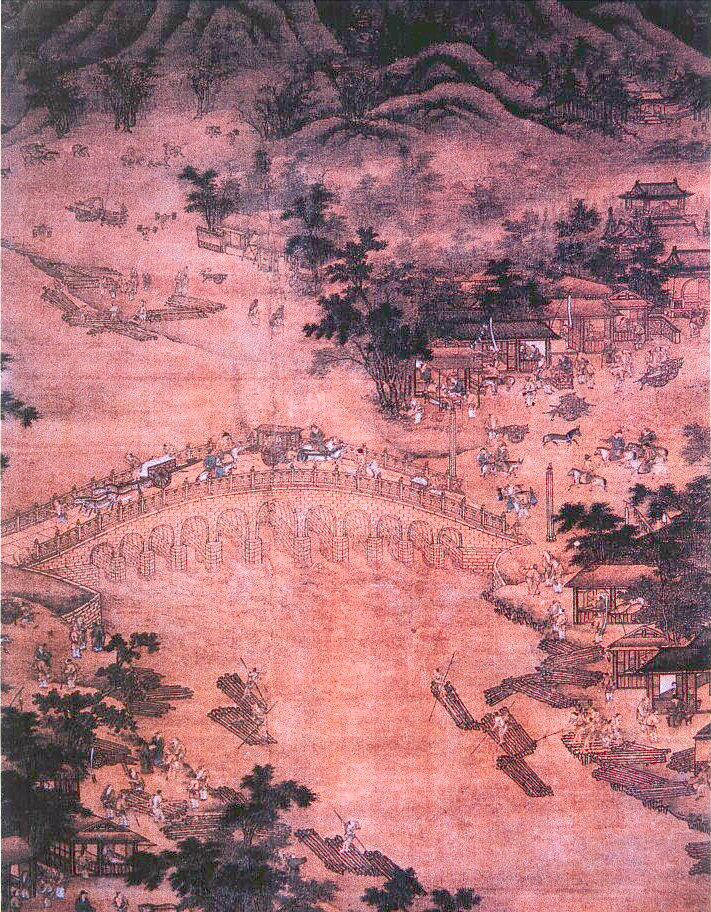
Målning föreställande när Khubilai khan passerar Marco Polo-bron 1266.

Marco Polo-bron eller Lugoubron (卢沟桥 Lúgōu Qiáo) är en bro över Yongdingfloden drygt 16 km väster om centrala Peking i Kina. Marco Polo-bron är Pekings äldsta bro. Vid brons östra landfäste ligger den historiska fästningen Wanping.
Bron fick det västerländska namnet Marco Polo-bron efter att Marco Polo beskrev bron i sina reseberättelser, och Marco Polo bedömde den som "...en mycket vacker stenbro vars like kanske inte finns i hela världen". Ursprungligen hette bron Guanglibron för att senare byta namn till Lugoubron. Lugou (卢沟) betyder "svart dike" och syftar på vattnets färg i floden.
Bron byggdes under Jindynastin med början år 1189 och var färdigställd år 1192. Sedan tiden för De stridande staterna (481-221 f.Kr.) har platsen där Marco Polo-bron finns haft en transportförbindelse över floden med färja som senare blev en pontonbro. När Peking 1153 blev huvudstad i Jindynastins rike i norra Kina, uppfyllde inte pontonbron de politiska, militära och ekonomiska kraven så kejsaren beordrade uppförandet av Marco Polo-bron. Bron har genom åren blivit skadad av översvämningar och därför restaurarats år 1440 och 1698. Den 7 juli 1937 inträffade Marco Polo-broincidenten då Japan tog kontroll över bron och fästningen Wanping, vilket blev inledningen till det åtta år långa Andra kinesisk-japanska kriget. I dag är bron inte öppen för motortrafik och är en känd turistattraktion.
Bron är en valvbro av vit marmor byggd på tio separata fundament i floden som sammanbinder elva halvcirkelformade brospann med 11,4 till 13,45 meters spannbredd. Bron är från 212 till 266 meter lång beroende på definition, och 9,3 meter bred. Bropelarnas bredd varierar mellan 6,5 och 7,9 meter.
Broräcket är uppdelat i sektioner med totalt  281 pelare som var och en är prydd av en lejonskulptur. När bron först byggdes liknade alla lejon varandra och var av ganska enkelt utförande, men under de följande kejsardynastierna har skulpturerna blivit utbytta mot mer arbetade varianter i varierande stilar. Den större delen av de skulpturer som finns kvar i dag är från Mingdynastin och Qingdynastin, men det finns även kvar skulpturer från Yuandynastin och de ursprungliga från Jindynastin. I dag är alla lejon olika och många av dem har nu även lejonungar i en mängd olika konfigurationer varav vissa är mer eller mindre gömda. Uppgifterna om hur många lejon som totalt finns att hitta varierar mellan 482 och 501. Denna osäkerhet om antalet lejon stöds av talesättet att "Lejonen på Lugoubron är för många för att kunna räknas". Ursprungligen är det dokumenterat att det var 627 lejon.

## Galleri

Marco Polobron
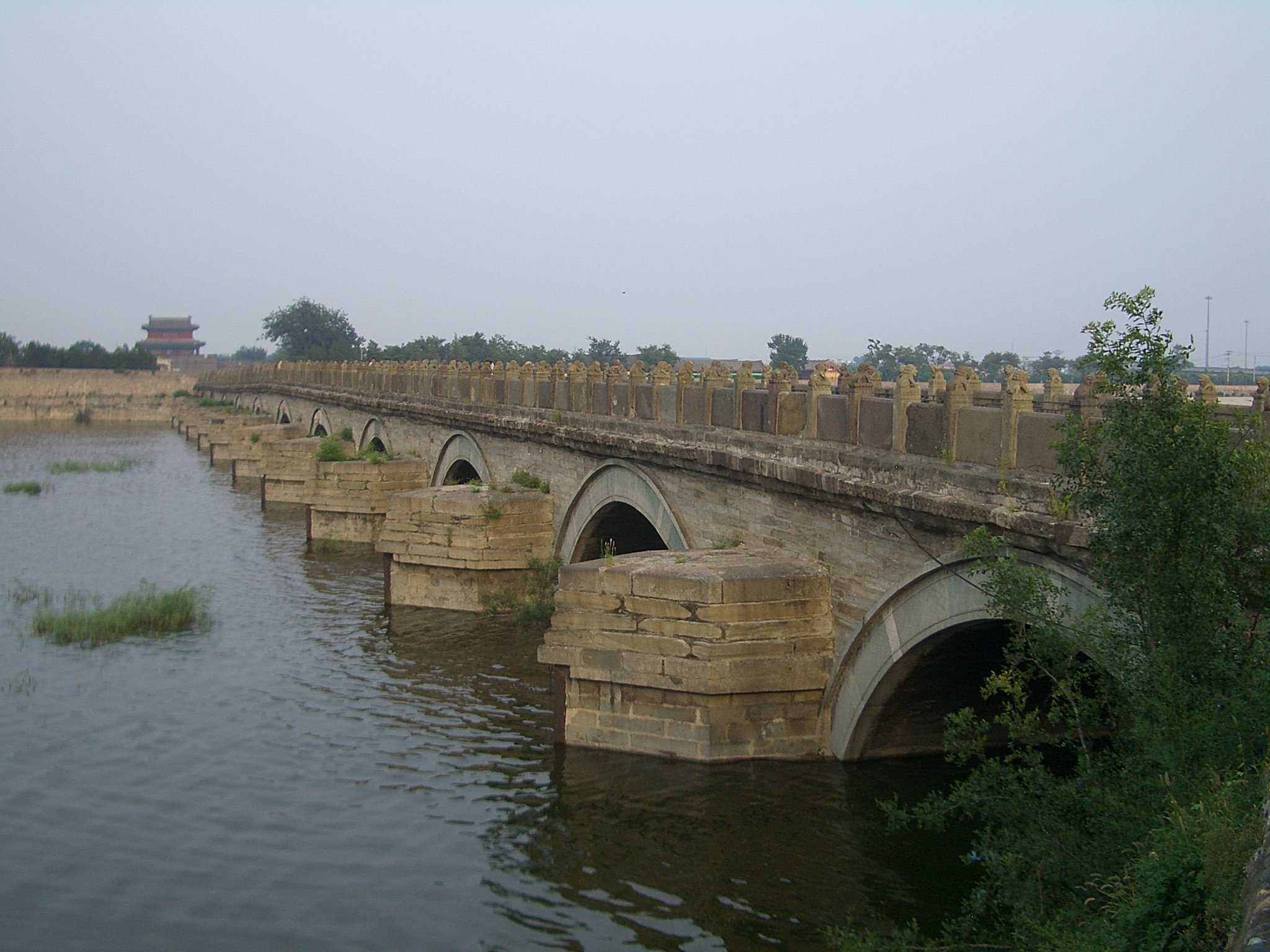
Marco Polo-bron sedd från nordsidan av västra landfästet.
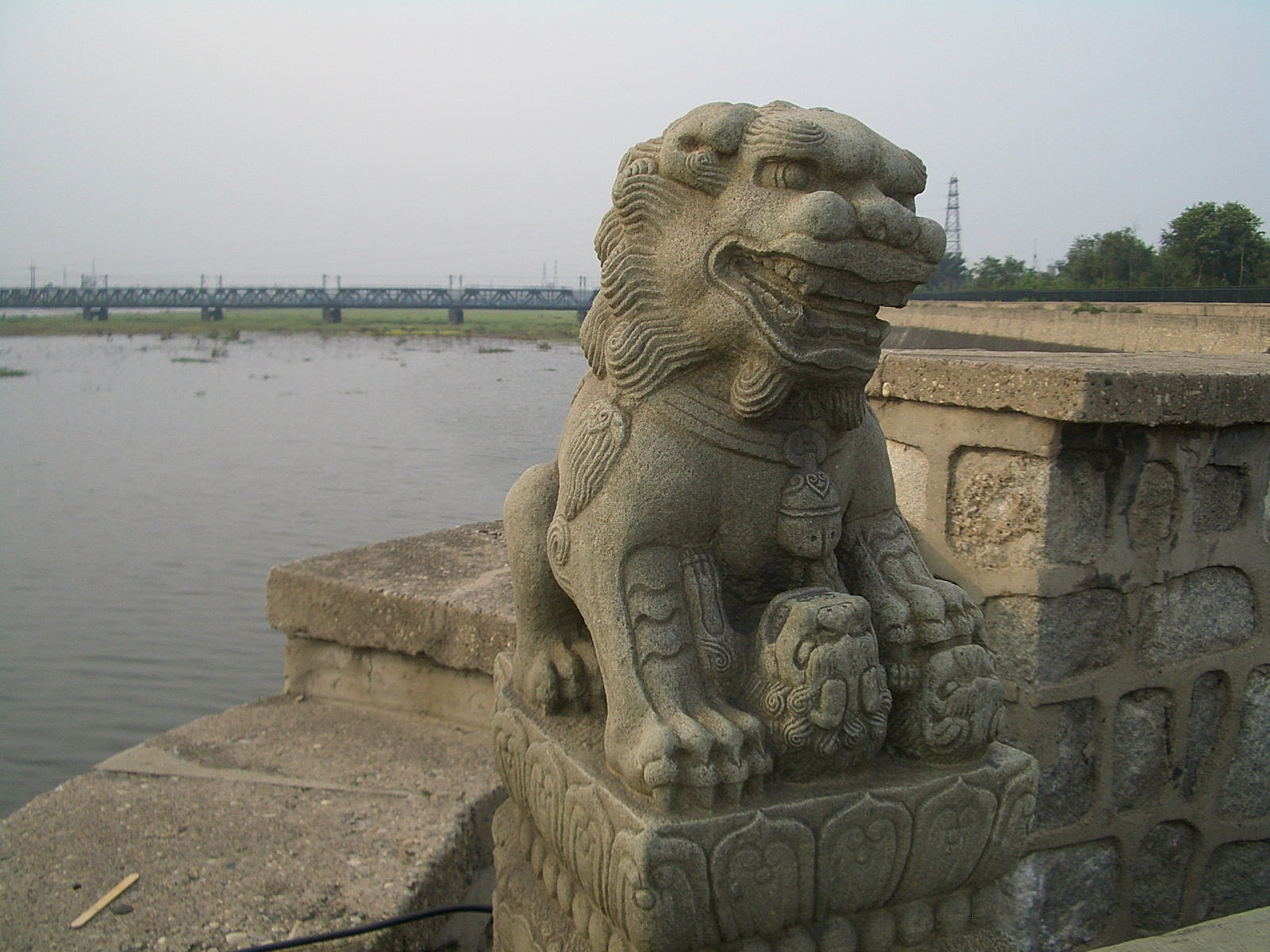
Närbild på ett av alla lejon som pryder Marco Polo-bron.
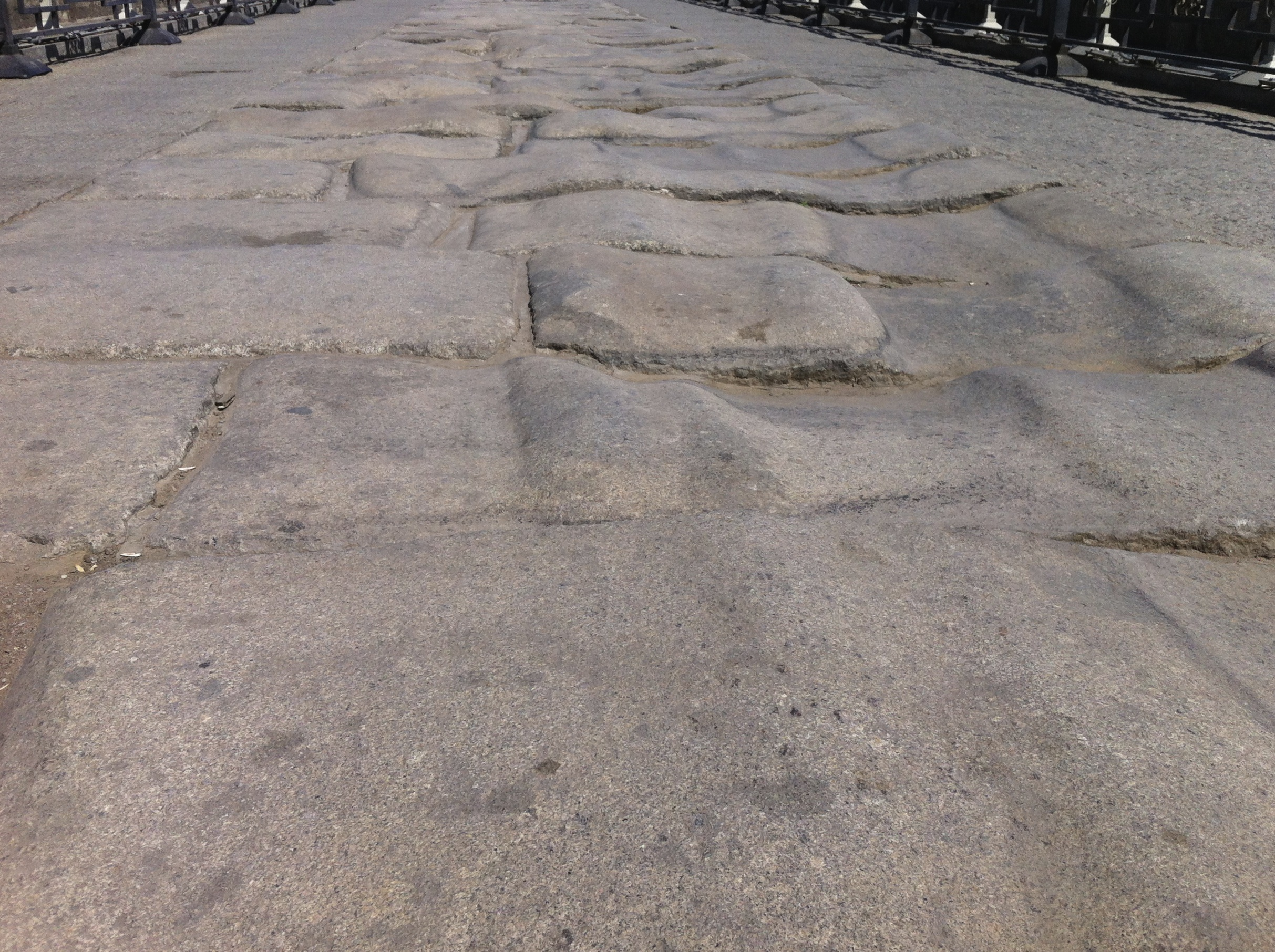
Närbild på Marco Polo-brons vägbana[8].
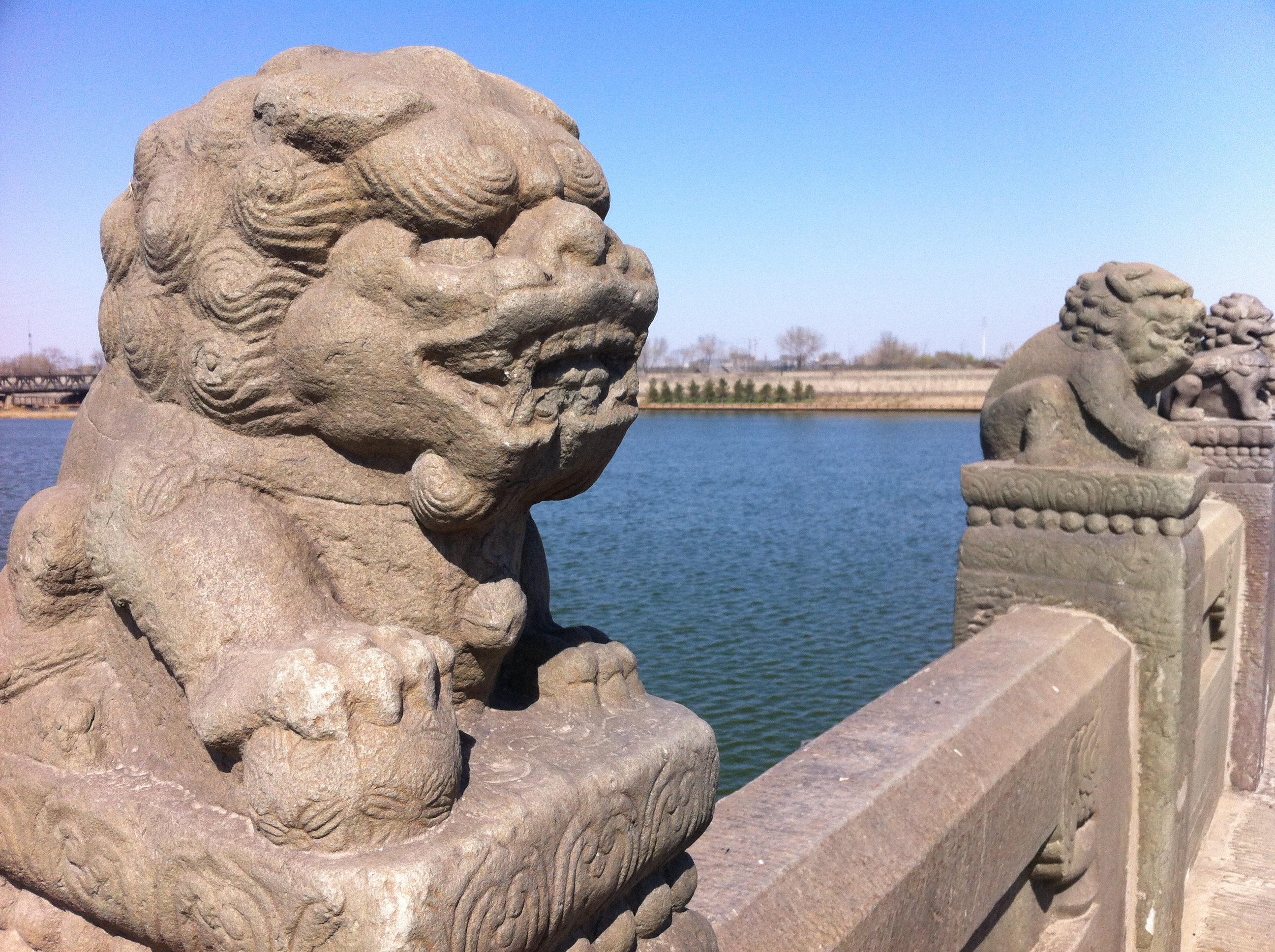
Närbild på ett av alla lejon som pryder Marco Polo-bron[8].
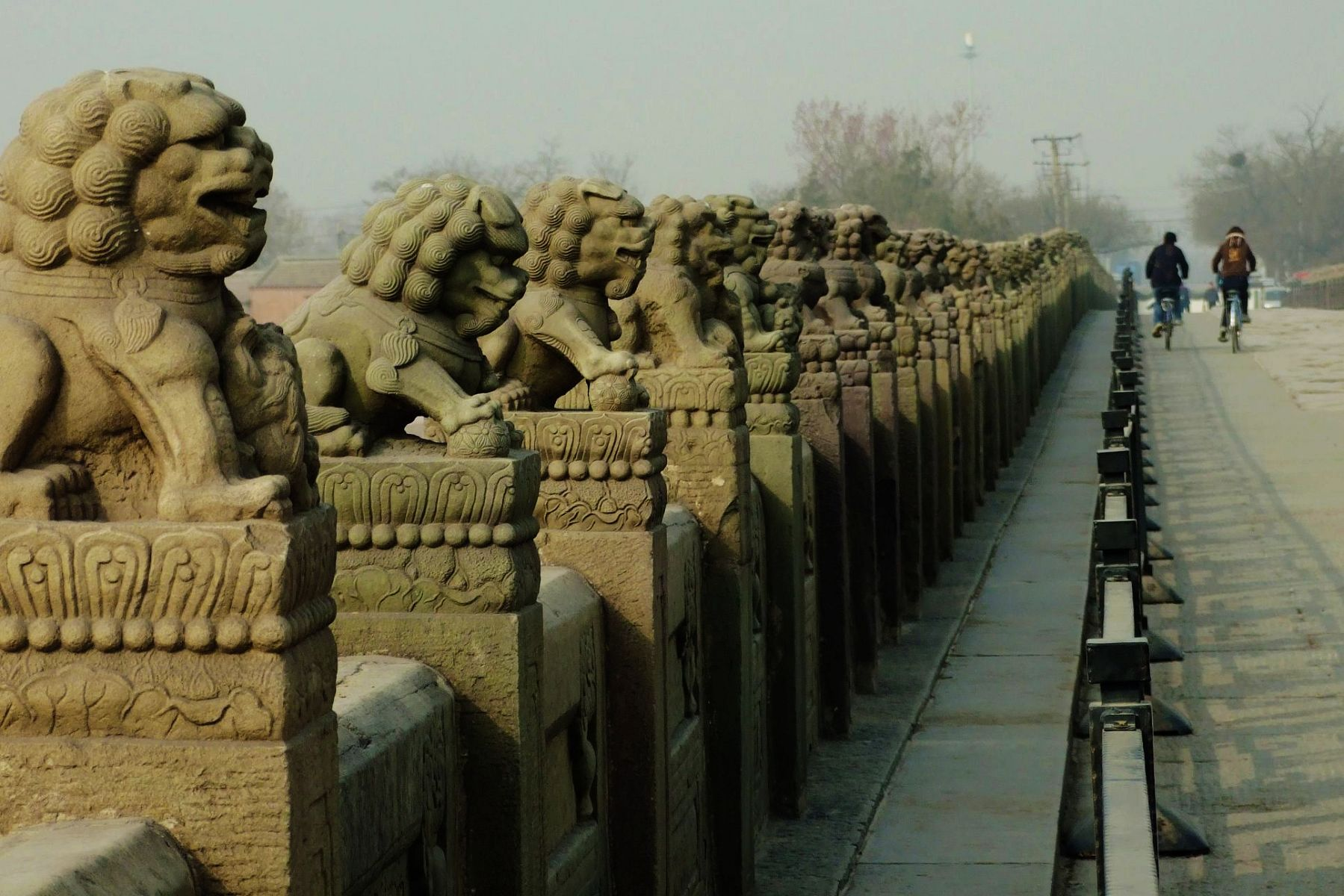
Lejonskulpturer längs med Marco Polo-bron
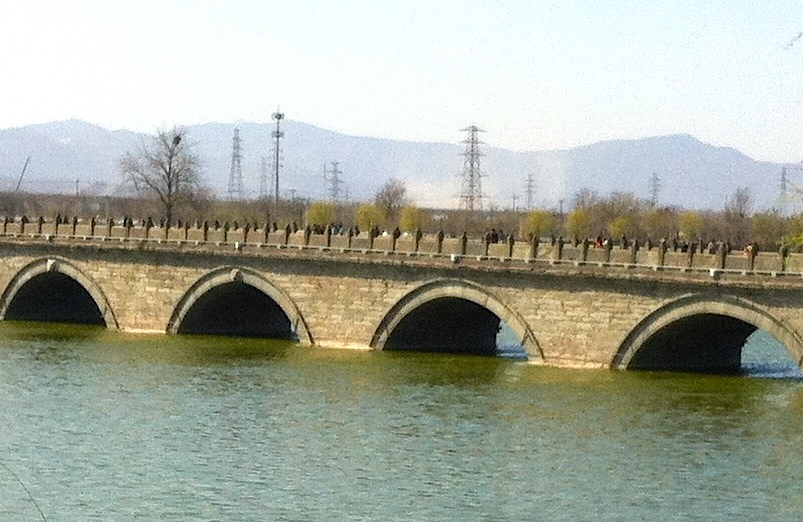
Del av sydsidan av Marco Polo-bron
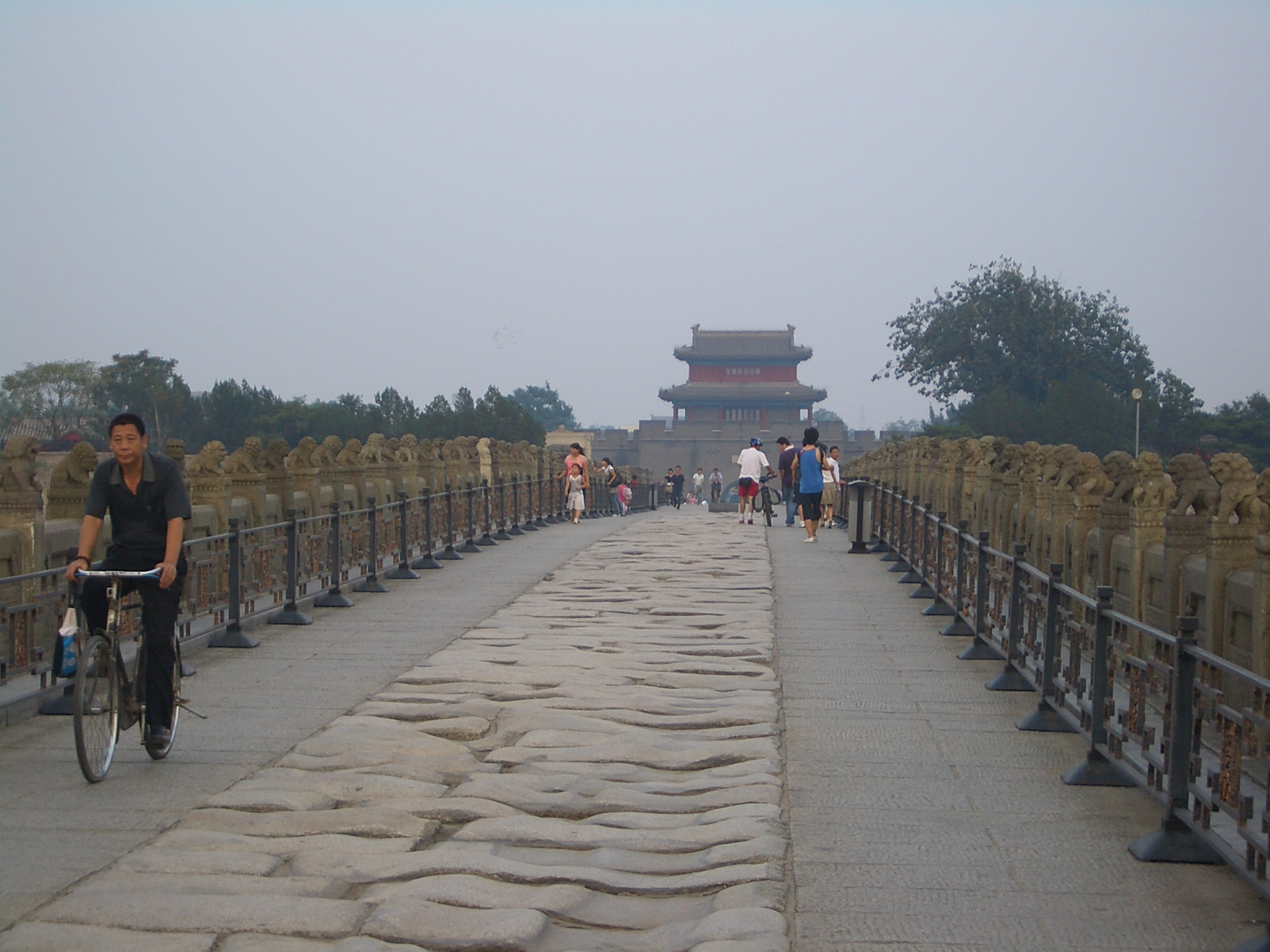
På Marco Polo-bron i östlig riktning. Entrén till fästningen Wanping syns i bakgrunden.
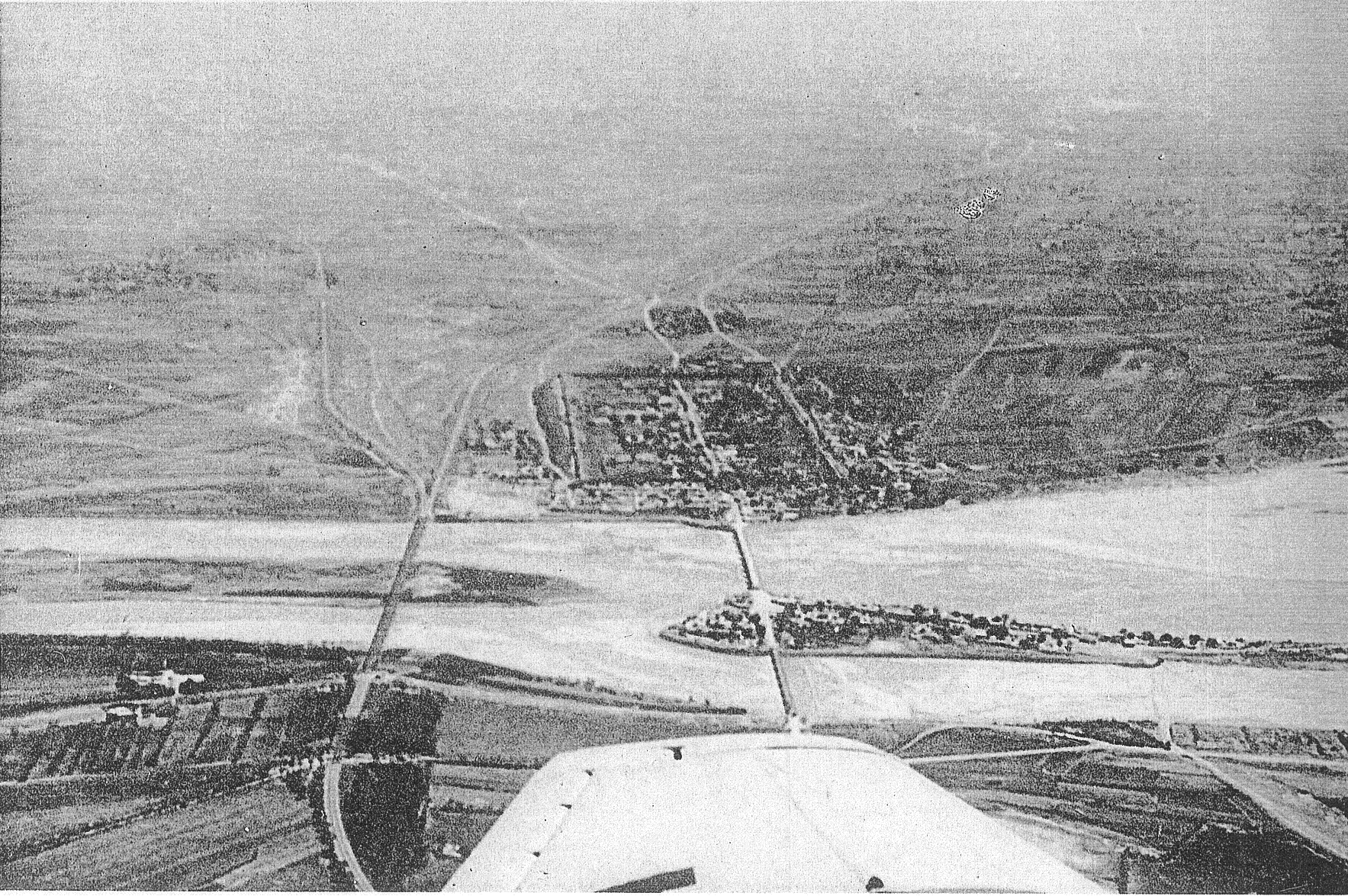
Flygfoto av Marco Polo-bron från andra världskriget. Fästningen Wanping syns över bron.